# Baryashi
Baryashi (en georgiano y esvano: ბარჯაში) es una aldea de Georgia ubicada en el noreste de la región de Mingrelia-Alta Esvanetia, siendo parte del municipio de Mestia.

## Geografía
La aldea se encuentra en el extremo occidental del monte Otepura en la margen izquierda del río Enguri, en la confluencia del río Juber, a 78 km de Mestia. La aldea es parte de la región histórica de Esvanetia y se administra desde el pueblo de Jaishi.

## Demografía
La evolución demográfica de Baryashi entre 2002 y 2014 fue la siguiente:
| 6                                               | 8 |
| (Fuente: Population of Georgia in Soviet times) |   |

Según el censo de 2014, los georgianos (esvanos) constituían el 100% de la población.